# Гофман Олександр Емілійович
Олекса́ндр Емі́лійович (Емільович) Го́фман (1861—1939) — художник та педагог.

## Життєпис
Протягом 1881—1887 років з перервою здобував професійну освіту в Петербурзькій академії мистецтв, 1902 року закінчив Московське училище живопису, скульптури та архітектури.
До 1904 року проживав у Москві, цього часу його роботи часто виставлялися — це були портрети, тематичні композиції, пейзажі.
1904 року переїздить до Конотопа, в Конотопському комерційному училищі викладав рисування. В цьому часі не полишає занять живописом та графікою, зокрема, 1912 року його роботи печаталися в журналах «Нива» та «Родина».
У 1920-х роках працював учителем рисування в 3-й трудовій школі (сучасна конотопська ЗОШ № 11).
Віл 1932 року керував студією образотворчого мистецтва в Будинку культури залізничників ім. Луначарського.
Багато його учнів стали художниками, серед них — Євген Лученко, Сергій Макаренко, Олексій Маренков, Володимир Масик, Олександр Сиротенко, Андрій Сологуб.